# Žarko Rakočević
Žarko Rakočević, né le 4 janvier 1984 à Kolašin, RFS de Yougoslavie, est un joueur montenegrin de basket-ball. Il mesure 2,04 m et évolue au poste de pivot à Saint André les Vergers en Nationale Masculine 3.

## Carrière professionnelle
Žarko Rakočević a commencé sa carrière au FK Budućnost Podgorica. En mars 2008, il a signé avec le club ukrainien BK Tcherkassy Mavpy pour le reste de la saison. Le 28 août 2008, il a signé avec le club serbe du Partizan Belgrade. En octobre 2009, il s'est séparé du Partizan Belgrade. En novembre 2009, il a joué avec le FK Gorštak (en). Le 11 décembre 2009, il a signé avec Bosna Sarajevo pour le reste de la saison.
Le 15 juillet 2010, il a signé avec KK Igokea pour la saison 2010-11.
Le 26 septembre 2011, il a signé avec le club autrichien GMMT Vienna (en). Le 12 décembre 2011, il a quitté GGMT Vienna et a signé un contrat d'un mois avec le club espagnol Valence BC. Le 13 janvier 2012, il s'est séparé du club à l'expiration de son contrat. Le 24 janvier 2012, il a signé avec les Lugano Tigers de la Ligue suisse pour le reste de la saison.
Le 24 août 2012, il est retourné au GGMT Vienna. Le 6 février 2013, il s'est séparé de GGMT Vienna. Le 2 juillet 2013, il a signé un contrat d'un an avec le club hongrois de BC Körmend. En août 2014, il a signé avec Al Muharraq à Bahreïn.
Le 16 décembre 2014, il a signé avec le club bulgare BC Rilski Sportist pour le reste de la saison. Le 8 juillet 2015, il a signé avec le club hongrois Atomerőmű SE. Le 5 janvier 2016, il a signé avec KK Kumanovo de la Ligue macédonienne. Le 9 mars 2016, il s'est séparé de KK Kumanovo.
Le 10 août 2016, il a signé avec le club français BC Orchies.